# Le Thillay
Le Thillay [lə tijɛ]  est une commune française située dans le département du Val-d'Oise en région Île-de-France.

## Géographie

### Description
Le Thillay se situe au cœur de la plaine de France, au nord-nord-est de Paris.
À vol d'oiseau la ville se situe à 12 kilomètres de Paris. Du centre bourg à Notre-Dame 18,5 kilomètres. 13 km par la porte de la Villette et la route nationale N2 ou 19 km par la porte de la Chapelle et l'autoroute A1.
La commune se trouve dans l'aire d'attraction de Paris, dans son unité urbaine et son bassin de vie. Elle fait partie de la zone d'emploi de Roissy.

### Communes limitrophes
La commune est limitrophe, par ordre de longueur des limites communes, de : Gonesse, Goussainville, Roissy-en-France et Vaudherland.
|         | Goussainville | Roissy-en-France |
|         | du Thillay    | Vaudherland      |
| Gonesse |               |                  |

### Géologie et relief
La superficie de la commune est de 3,94 km2 ; son altitude varie de 52  à   104 mètres.

### Hydrographie

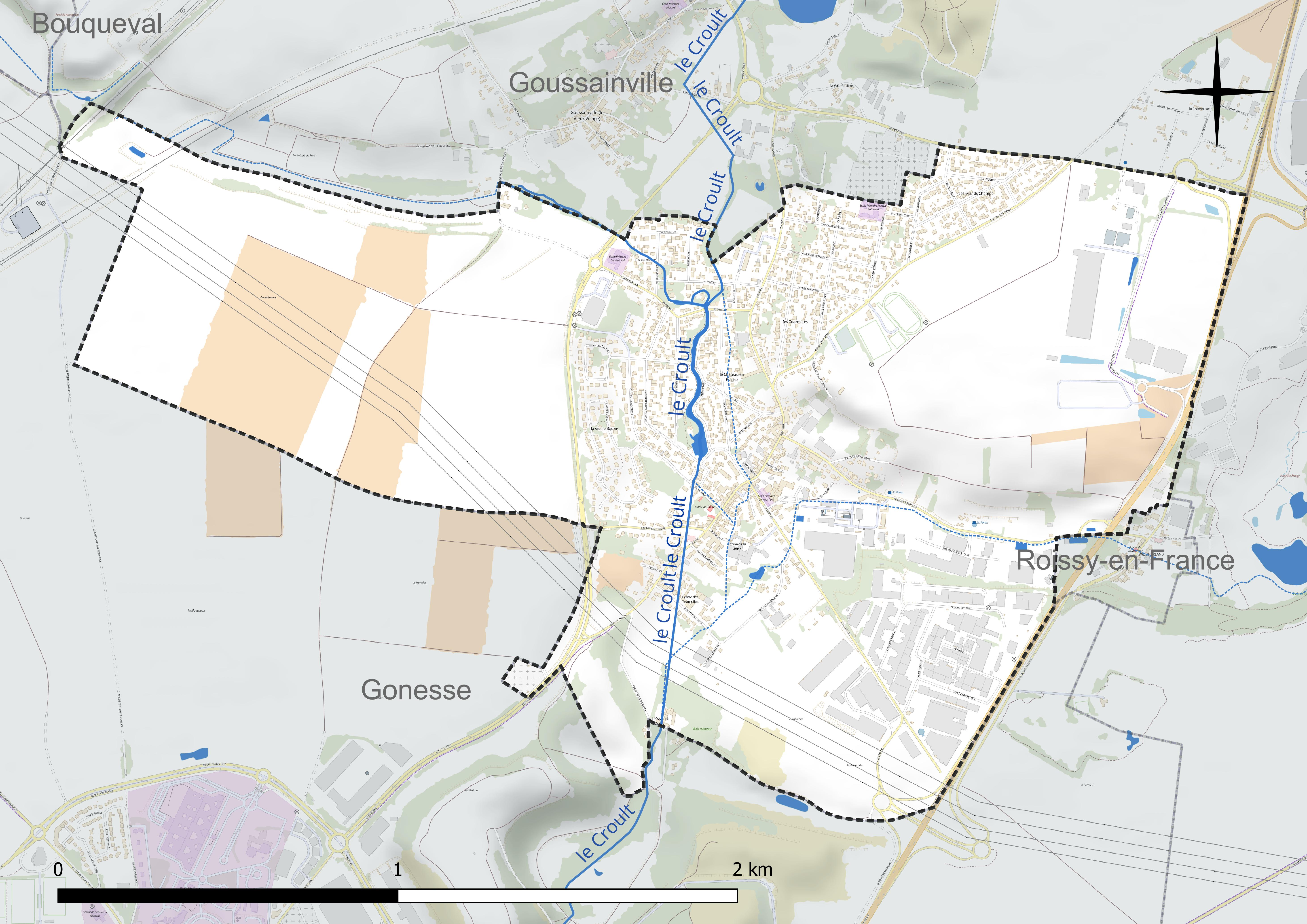
Carte hydrographique de la commune.

Le Thillay est drainé par le Croult, un petit affluent du canal Saint-Denis.

### Climat
Pour des articles plus généraux, voir Climat de l'Île-de-France et Climat du Val-d'Oise.
En 2010, le climat de la commune est de type climat océanique dégradé des plaines du Centre et du Nord, selon une étude du CNRS s'appuyant sur une série de données couvrant la période 1971-2000. En 2020, Météo-France publie une typologie des climats de la France métropolitaine dans laquelle la commune est exposée à un climat océanique altéré et est dans la région climatique  Sud-ouest du bassin Parisien, caractérisée par une faible pluviométrie, notamment au printemps (120 à 150 mm) et un hiver froid (3,5 °C).
Pour la période 1971-2000, la température annuelle moyenne est de 11,4 °C, avec une amplitude thermique annuelle de 14,9 °C. Le cumul annuel moyen de précipitations est de 674 mm, avec 10,5 jours de précipitations en janvier et 7,7 jours en juillet. Pour la période 1991-2020, la température moyenne annuelle observée sur la station météorologique la plus proche, située sur la commune de Roissy-en-France à 3 km à vol d'oiseau, est de 12,1 °C et le cumul annuel moyen de précipitations est de 694,3 mm,. Pour l'avenir, les paramètres climatiques de la commune estimés pour 2050 selon différents scénarios d'émission de gaz à effet de serre sont consultables sur un site dédié publié par Météo-France en novembre 2022.
| Mois                                  | jan.             | fév.             | mars          | avril           | mai            | juin           | jui.           | août           | sep.           | oct.            | nov.            | déc.             | année      |
| ------------------------------------- | ---------------- | ---------------- | ------------- | --------------- | -------------- | -------------- | -------------- | -------------- | -------------- | --------------- | --------------- | ---------------- | ---------- |
| Température minimale moyenne (°C)     | 2,3              | 2,3              | 4,5           | 6,7             | 10             | 13,1           | 15,1           | 15             | 12,1           | 9,2             | 5,4             | 2,9              | 8,2        |
| Température moyenne (°C)              | 4,7              | 5,3              | 8,3           | 11,2            | 14,6           | 17,8           | 20,1           | 20,1           | 16,6           | 12,7            | 8,1             | 5,2              | 12,1       |
| Température maximale moyenne (°C)     | 7                | 8,2              | 12,2          | 15,8            | 19,3           | 22,6           | 25,1           | 25,1           | 21,1           | 16,2            | 10,7            | 7,5              | 15,9       |
| Record de froid (°C) date du record   | −17,8 17.01.1985 | −12,4 07.02.1991 | −9,1 13.03.13 | −3,9 12.04.1986 | 0,3 03.05.1981 | 2,6 01.06.1975 | 7,3 15.07.1977 | 6,1 25.08.1980 | 2,4 19.09.1977 | −3,1 30.10.1985 | −8,1 23.11.1998 | −10,6 29.12.1996 | −17,8 1985 |
| Record de chaleur (°C) date du record | 16 27.01.03      | 20,5 27.02.19    | 25,3 31.03.21 | 28,6 20.04.18   | 31,9 27.05.05  | 36,5 27.06.11  | 41,4 25.07.19  | 39 12.08.03    | 35 08.09.23    | 28,9 01.10.11   | 21,2 08.11.15   | 17,3 16.12.1989  | 41,4 2019  |
| Ensoleillement (h)                    |                  | 916              | 1 396         | 1 967           | 2 183          | 2 112          | 2 406          | 2 149          | 1 786          | 1 123           | 693             | 615              |            |
| Précipitations (mm)                   | 57,2             | 48               | 49,8          | 47,8            | 66,5           | 61,9           | 59,9           | 57,8           | 50             | 60,1            | 60,4            | 74,9             | 694,3      |

## Urbanisme

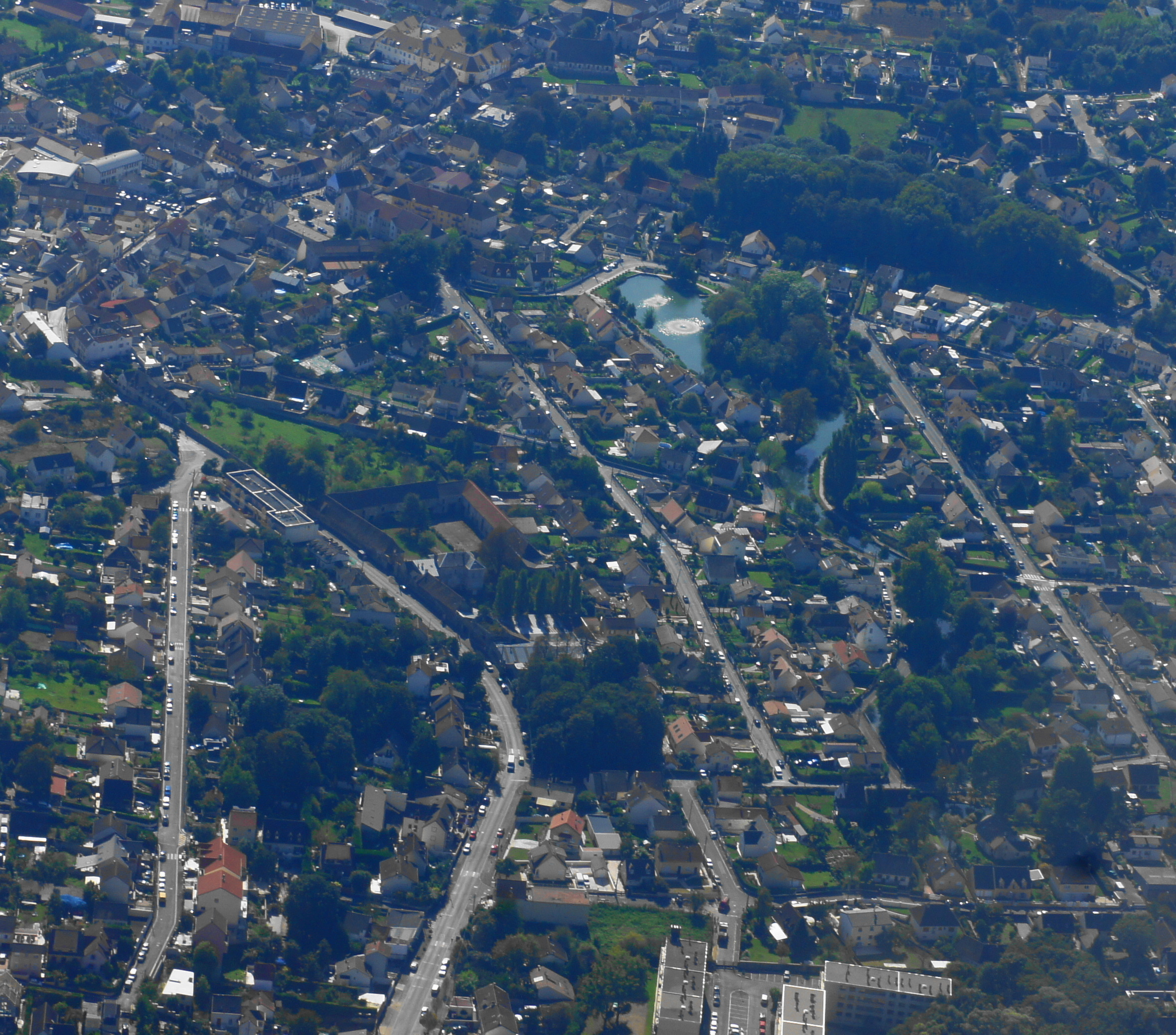
Vue d'avion.

### Typologie
Au 1er janvier 2024, Le Thillay est catégorisée ceinture urbaine, selon la nouvelle grille communale de densité à sept niveaux définie par l'Insee en 2022.
Elle appartient à l'unité urbaine de Paris, une agglomération inter-départementale regroupant 407  communes, dont elle est une commune de la banlieue,,.
Par ailleurs la commune fait partie de l'aire d'attraction de Paris, dont elle est une commune de la couronne,. Cette aire regroupe 1 929 communes,.

### Occupation des sols

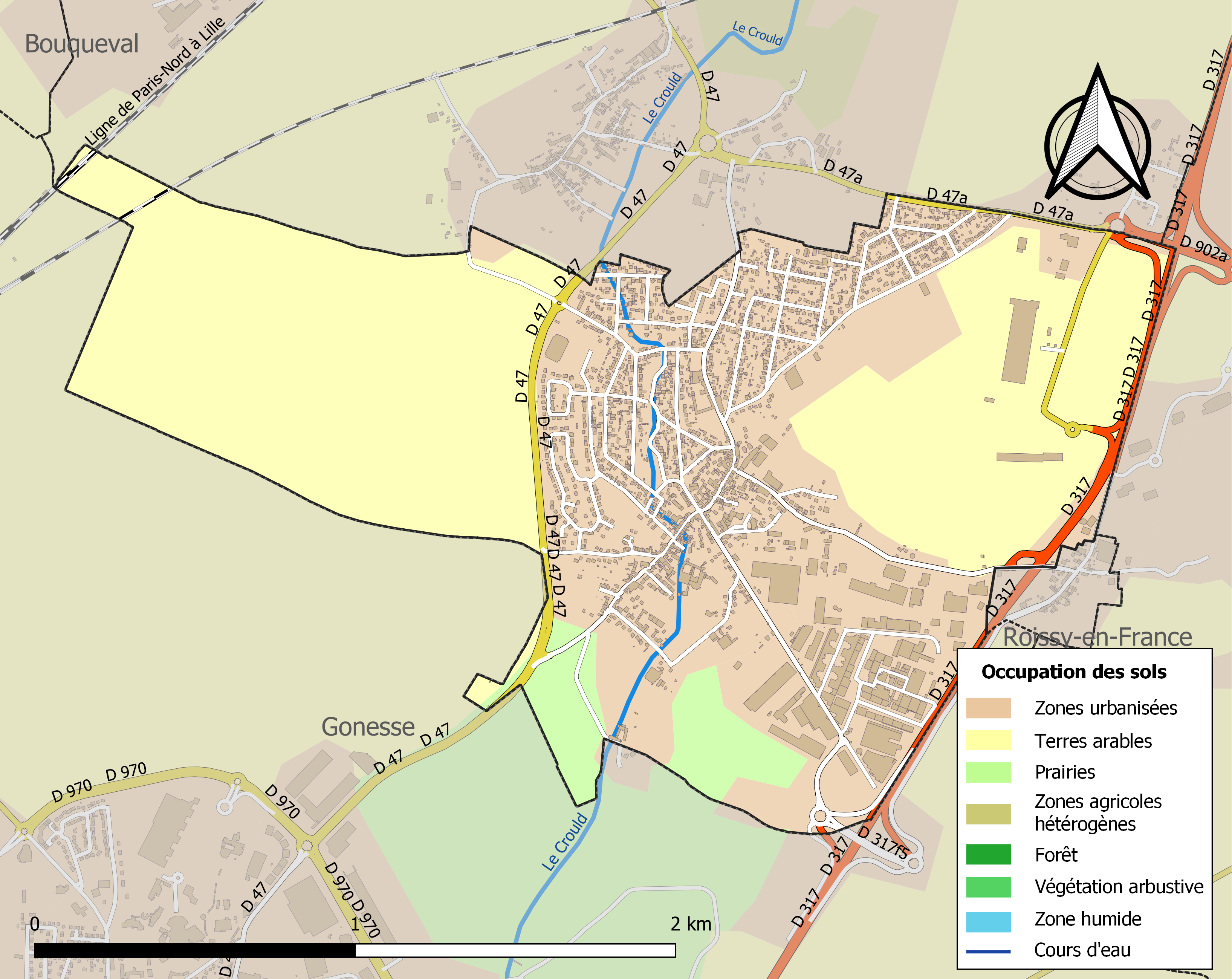
Carte des infrastructures et de l'occupation des sols de la commune en 2018 (CLC).

### Habitat et logement
En 2021, le nombre total de logements dans la commune était de 1 791, alors qu'il était de 1 667 en 2016 et de 1 630 en 2011.
Parmi ces logements, 94,2 % étaient des résidences principales, 1,3 % des résidences secondaires et 4,5 % des logements vacants. Ces logements étaient pour 70,8 % d'entre eux des maisons individuelles et pour 26,5 % des appartements.
Le tableau ci-dessous présente la typologie des logements au Le Thillay en 2021 en comparaison avec celle du Val-d'Oise et de la France entière. Une caractéristique marquante du parc de logements est ainsi la faible proportion des résidences secondaires et logements occasionnels (1,3 %) par rapport au département (1,5 %) et à la France entière (9,7 %).
| Typologie                                               | Le Thillay | Val-d'Oise | France entière |
| ------------------------------------------------------- | ---------- | ---------- | -------------- |
| Résidences principales (en %)                           | 94,2       | 92,4       | 82,2           |
| Résidences secondaires et logements occasionnels (en %) | 1,3        | 1,5        | 9,7            |
| Logements vacants (en %)                                | 4,5        | 6          | 8,1            |

### Voies de communication et transports
L'ancienne route nationale 17 (actuelle RD 317) constitue la limite est du territoire communal et donne un accès aisé vers le réseau autoroutier francilien. La RD 902A donne accès à la zone aéroportuaire de Roissy Charles de Gaulle.
À son extrémité ouest, le territoire communal est traversé par deux voies ferrées, la ligne D du RER entre les gares de Villiers-le-Bel (à 2,8 km) et Goussainville (à 2 km), ainsi que plus près du village, la LGV Nord juste après sa séparation d'avec la ligne de Paris-Nord à Lille.

## Toponymie
Tilleium au XIIe siècle, Tilliacum au XIIIe siècle, Tilley en 1251, Tellai en 1273, Tilloy en 1587.
Le nom provient du latin tilia, tilleul, avec le suffixe[Lequel ?],.

## Histoire

### Époque contemporaine
Le village a longtemps gardé un caractère profondément rural, jusqu'après la Seconde Guerre mondiale, d'autant qu'il ne bénéficiait pas, contrairement aux communes voisines (Gonesse ou Goussainville) d'une gare de la ligne de chemin de fer Paris Nord-Creil (aujourd'hui la ligne D du RER).
Ce caractère rural se retrouve d'ailleurs dans la présence ancienne de moulins, tandis qu'une activité agricole a continué d'être exercée sur la commune.
Son développement économique date donc essentiellement de la Libération de la France et s'est accompagné du lotissement progressif des terrains agricoles, notamment dans les quartiers dits des Grands Champs, de l'Avenir et du Château. Au début des années soixante, un ensemble immobilier en copropriété a été réalisé, participant de l'accroissement sensible de la population locale.
Dans les années 1980 et 1990, la réalisation d'une zone d'aménagement concerté (ZAC), au lieu-dit des Courbéantes, s'ajoutant à un processus de construction neuve sur des surfaces plus réduites qu'auparavant, a contribué à accroître un peu plus encore la population du village qui est devenu aujourd'hui une petite ville d'un peu plus de 4 000 habitants, selon les dernières estimations du recensement général de la population.
Si un certain nombre d'habitants continuent de travailler sur place, une grande part des actifs de la commune travaillent sur la zone aéroportuaire ou dans d'autres localités et départements de la région.

## Politique et administration

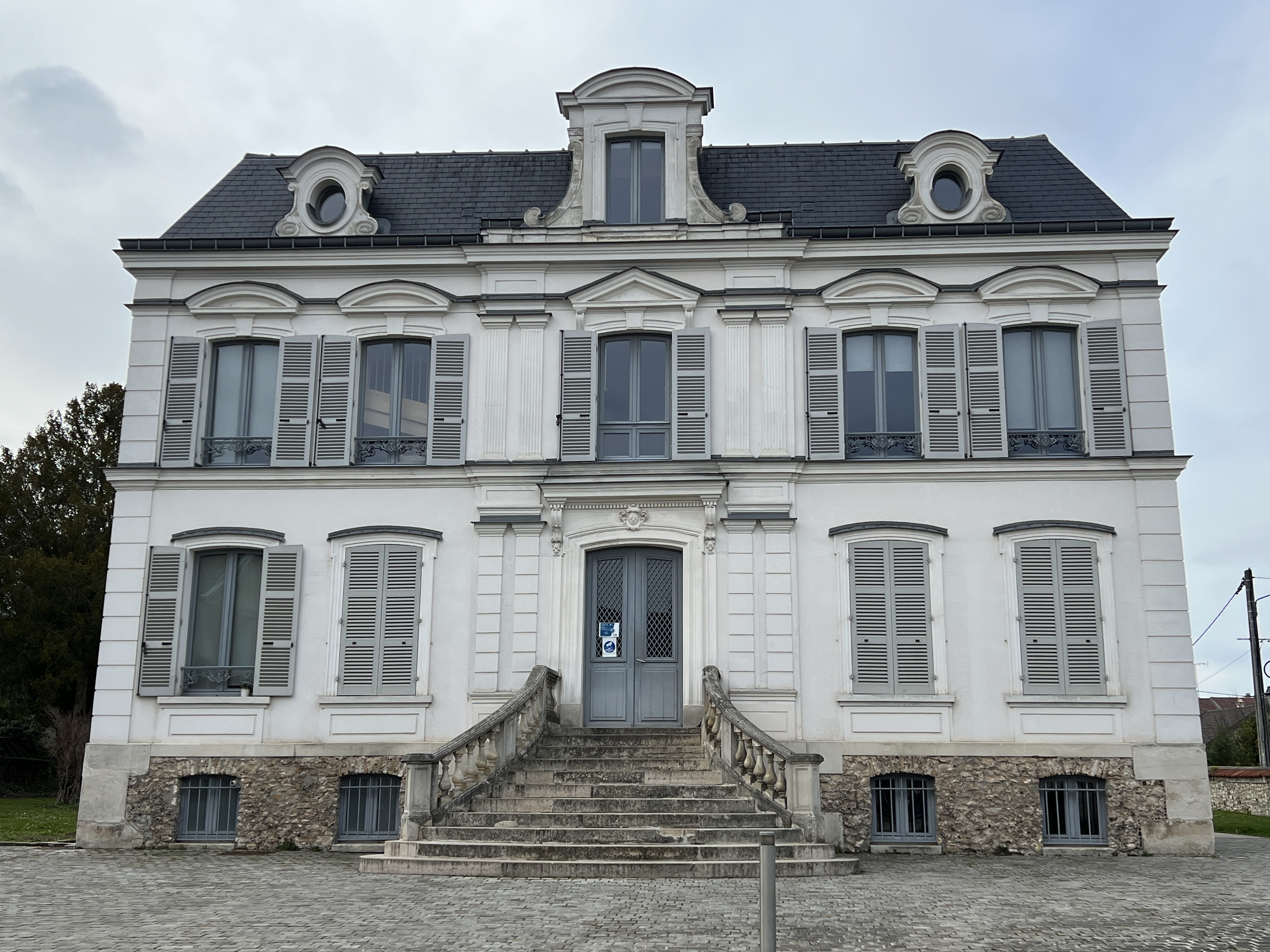
Mairie.

### Rattachements administratifs et électoraux

#### Rattachements administratifs
Antérieurement à la loi du 10 juillet 1964, la commune faisait partie du département de Seine-et-Oise. La réorganisation de la région parisienne en 1964 fit que la commune appartient désormais au département du Val-d'Oise et à son arrondissement de Sarcelles après un transfert administratif effectif au 1er janvier 1968.
Elle faisait partie depuis 1793 du canton de Gonesse. Dans le cadre du redécoupage cantonal de 2014 en France, cette circonscription administrative territoriale a disparu, et le canton n'est plus qu'une circonscription électorale.

#### Rattachements électoraux
Pour les élections départementales, la commune fait partie depuis 2014 du canton de Villiers-le-Bel.
Pour l'élection des députés, elle fait partie de la neuvième circonscription du Val-d'Oise.

### Intercommunalité
Le Thillay était membre fondateur de la communauté d'agglomération Roissy Porte de France, un établissement public de coopération intercommunale (EPCI) à fiscalité propre créé en 1994 et auquel la commune avait transféré un certain nombre de ses compétences, dans les conditions déterminées par le code général des collectivités territoriales.
Dans le cadre de la mise en œuvre de la loi MAPAM du 27 janvier 2014, qui prévoit la généralisation de l'intercommunalité à l'ensemble des communes et la création d'intercommunalités de taille importante, le préfet de la région d'Île-de-France approuve le 4 mars 2015 un schéma régional de coopération intercommunale qui prévoit notamment la « fusion de la communauté d'agglomération Val de France (95) et de la communauté d'agglomération Roissy Porte de France (95), et extension du périmètre du nouveau regroupement à certaines communes de Seine-et-Marne (77) », qui appartenaient auparavant à la communauté de communes Plaines et Monts de France.
Les préfets du Val-d'Oise et de Seine-et-Marne entérinent le 9 novembre 2015, la création de cette structure, qui prend la dénomination de communauté d'agglomération Roissy Pays de France et regroupe 42 communes à compter du 1er janvier 2016.
Cette création est faite à la satisfaction de certaines communes, mais malgré l'opposition notamment de la communauté de communes Plaines et Monts de France, de ses communes membres ainsi que du conseil général du département de Seine-et-Marne, d'une part, et des communes d’Arnouville et de Garges-lès-Gonesse, qui contestent en justice cette fusion. L'opposition de la Seine-et-Marne est notamment liée au fait que ce sont les 17 communes les plus riches de  Plaines et Monts de France qui sont absorbées par Roissy Pays de France, dans le Val-d’Oise… Après divers contentieux, la communauté d'agglomération Roissy Pays de France, dont fait désormais partie la commune, est ainsi mise en œuvre.

### Tendances politiques
Au second tour des élections municipales de 2014 dans le Val-d'Oise, la site DVG menée par le maire sortant Georges Delhalt  obtient la majorité des suffrages exprimés, avec 632 voix (43,58 %, 20 conseillers municipaux élus, dont 2 communautaires), devançant largement celles menées respectivement par : 

- Jean-Luc Jeanny (SE, 516 voix (35,58 %, 5 conseillers municipaux élus dont 1 communautaire) ; 

- Vincent Mathurina (SE, 302 voix (20,82 %, 2 conseillers municipaux élus).

Lors de ce scrutin, 37,39 % des électeurs se sont abstenus.
Au second tour des élections municipales de 2020 dans le Val-d'Oise, la liste DVD menée par Patrice Gebauer obtient la majorité des suffrages exprimés, avec 510 voix (48,52 %, 20  conseillers municipaux élus dont 1 communautaire), devançant largement celles menées respectivement par : 

- Fabio Lunazzi[ (DVG, 375 voix, liste où le maire sortant figure, 35,68 %, 5 conseillers municipaux élus) ; 

- Martine Galtié (DVG, première maire-adjointe sortrante, 166 voix, 15,79 %, 2 conseillers municipaux élus).

Lors de ce scrutin marqué par la pandémie de Covid-19 en France, 55,73 % des électeurs se sont abstenus.

### Liste des maires
| Période                                  | Période                    | Identité             | Étiquette | Qualité         |
| ---------------------------------------- | -------------------------- | -------------------- | --------- | --------------- |
| Les données manquantes sont à compléter. |                            |                      |           |                 |
|                                          |                            |                      |           |                 |
| 1793                                     |                            | Pierre Eschard       |           |                 |
| 1822                                     |                            | M. Samson            |           |                 |
| 1822                                     | 1828                       | François Destors     |           |                 |
| 1851                                     |                            | Marie René Nolleau   |           |                 |
| 1854                                     |                            | François Paillard    |           |                 |
| 1865                                     | 1881                       | Charles Dehaynin     |           |                 |
| 1881                                     |                            | Auguste Chalot       |           |                 |
| 1883                                     | 1890                       | Louis Lebert         |           |                 |
| 1890                                     | 1908                       | Charles Sainte Beuve |           |                 |
| 1908                                     | 1919                       | Joachim Jolivet      |           |                 |
| 1919                                     | 1935                       | Auguste Lesage       |           |                 |
| 1935                                     | 1965                       | Clément Desmaret     | SFIO      | Agent Technique |
| 1965                                     | 1982                       | Alfred Lecomte       | DVG       |                 |
| 1982                                     | 1995                       | Jean Lafitte         |           |                 |
| juin 1995                                | mars 2001                  | Marie-Thérèse Loncle |           |                 |
| mars 2001                                | juillet 2020               | Georges Delhalt      | DVG       | Retraité        |
| juillet 2020                             | En cours (au 30 mars 2025) | Patrice Gebauer      | DVD       | Retraité RATP   |

### Jumelage
- Hünfelden (Allemagne) depuis 1982[29]

## Équipements et services publics
Le Thillay fait partie de la juridiction d’instance de Gonesse, et de grande instance ainsi que de commerce de Pontoise,.

## Population et société
Les habitants se nomment les Thillaysien(ne)s.

### Démographie
L'évolution du nombre d'habitants est connue à travers les recensements de la population effectués dans la commune depuis 1793. Pour les communes de moins de 10 000 habitants, une enquête de recensement portant sur toute la population est réalisée tous les cinq ans, les populations de référence des années intermédiaires étant quant à elles estimées par interpolation ou extrapolation. Pour la commune, le premier recensement exhaustif entrant dans le cadre du nouveau dispositif a été réalisé en 2007.

En 2022, la commune comptait 4 575 habitants, en évolution de +3,34 % par rapport à 2016 (Val-d'Oise : +4 %, France hors Mayotte : +2,11 %).
| 1793 | 1800 | 1806 | 1821 | 1831 | 1836 | 1841 | 1846 | 1851 |
| ---- | ---- | ---- | ---- | ---- | ---- | ---- | ---- | ---- |
| 650  | 556  | 545  | 503  | 634  | 579  | 624  | 606  | 594  |

| 1856 | 1861 | 1866 | 1872 | 1876 | 1881 | 1886 | 1891 | 1896 |
| ---- | ---- | ---- | ---- | ---- | ---- | ---- | ---- | ---- |
| 584  | 610  | 593  | 535  | 514  | 497  | 470  | 451  | 480  |

| 1901 | 1906 | 1911 | 1921 | 1926 | 1931  | 1936  | 1946  | 1954  |
| ---- | ---- | ---- | ---- | ---- | ----- | ----- | ----- | ----- |
| 540  | 604  | 544  | 656  | 887  | 1 047 | 1 047 | 1 052 | 1 570 |

| 1962  | 1968  | 1975  | 1982  | 1990  | 1999  | 2006  | 2007  | 2012  |
| ----- | ----- | ----- | ----- | ----- | ----- | ----- | ----- | ----- |
| 2 186 | 2 836 | 2 762 | 2 804 | 3 419 | 3 665 | 3 969 | 4 011 | 4 130 |

| 2017  | 2022  | - | - | - | - | - | - | - |
| ----- | ----- | - | - | - | - | - | - | - |
| 4 557 | 4 575 | - | - | - | - | - | - | - |

## Économie
La commune présente la caractéristique d'avoir une activité économique relativement importante, même si celle-ci a connu de profondes évolutions durant les années 1970 et 1980.
Dans les années 1960, la localité comptait en effet plusieurs entreprises industrielles importantes : une usine du groupe l'Oréal (Chimex, Soprocos), une usine de peinture (La société Villemer), chacune comptant plusieurs centaines de salariés ainsi que de nombreuses entreprises de transports routiers ou encore une entreprise spécialisée dans la fabrication de produits abrasifs (VSM Impavide).
Aujourd'hui[C'est-à-dire ?], plus de 2 200 emplois sont répertoriés à Le Thillay, dont encore 120 à 130 sur le site de l'Oréal, tandis que les locaux de l'Usine Villemer sont devenus un parc d'activités diverses, complété par de nouveaux locaux d'activité le long de la route nationale 17.
Le principal employeur de la ville est une entreprise de nettoyage industriel intervenant notamment sur la zone de l'aéroport Charles de Gaulle voisin.
La présence de la grande plate forme aéroportuaire a toutefois un certain nombre d'inconvénients, liés notamment à la gêne acoustique occasionnée par la rotation régulière des avions sur les pistes de Roissy. Le haut de la commune (quartier des Grands Champs) est ainsi très nettement exposé au bruit, ce qui limite de fait les possibilités de développement sur cette partie de la commune.
Pour autant, l'action des habitants a fini par aboutir, à la fin des années 1990, comme dans d'autres communes du secteur, à la prise en charge de travaux d'isolation phonique de l'habitat par Aéroports de Paris.

## Culture locale et patrimoine

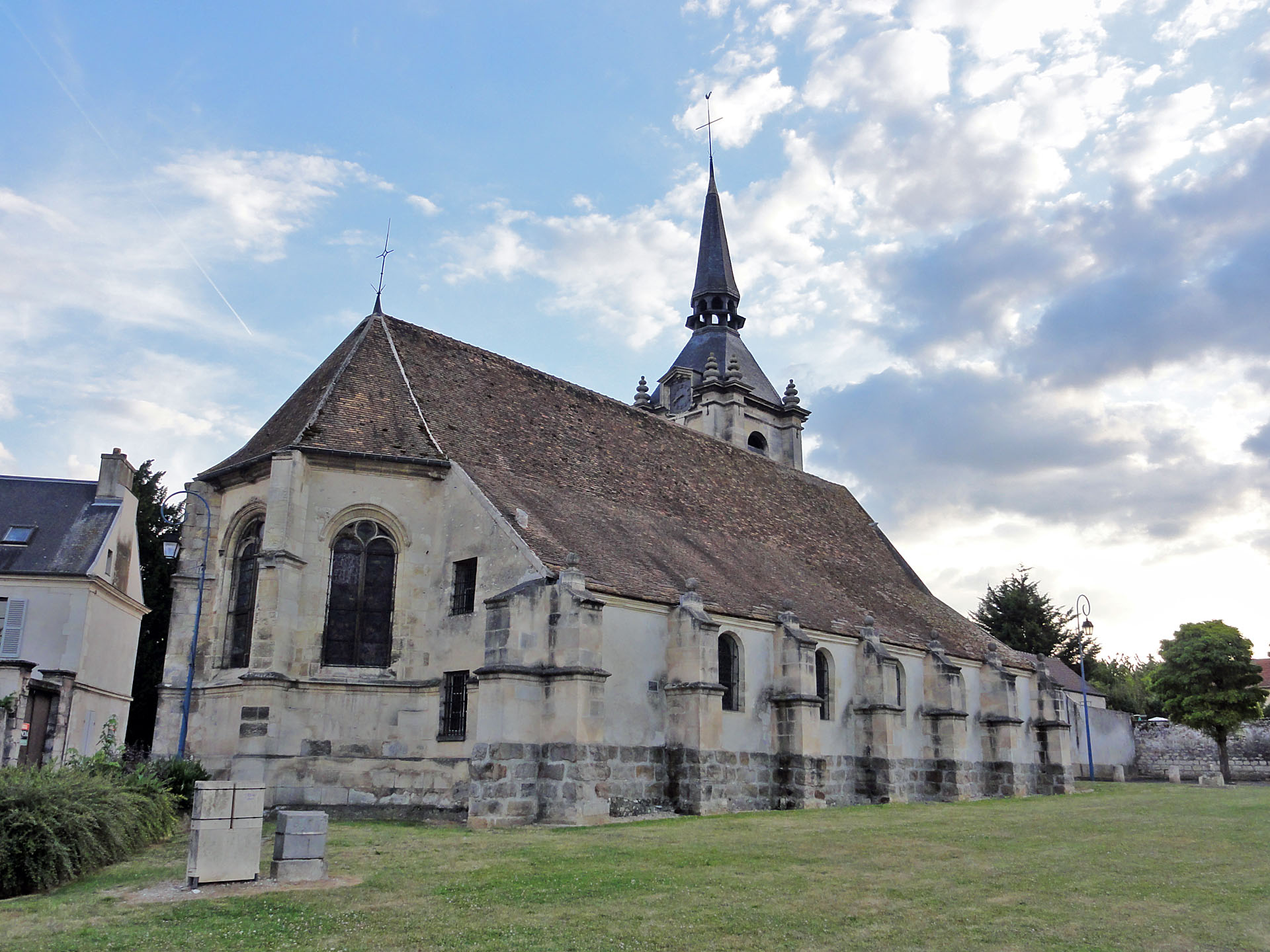
L'église Saint-Denis.

### Lieux et monuments
Le Thillay  possède un monument historique sur son territoire :
- Église Saint-Denis, rue de Paris (inscrite monument historique par arrêté du 5 novembre 1965[35]) : La paroisse est mentionnée pour la première fois en 1273, ce qui sous-entend l'existence d'une église à cette date. Elle est reconstruite entre 1530 et 1580 environ. Entièrement voûtée d'ogives, l'église de plan irrégulier se compose d'une nef de cinq travées ; d'un bas-côté de même longueur ; d'un chœur de deux travées dont une abside à pans coupés ; d'un clocher de deux étages au sud de la première travée de la nef ; ainsi que d'une chapelle devant la quatrième et cinquième travée de la nef. Cette chapelle ne reprend pas la physionomie du bas-côté. Elle est plus basse encore et couverte d'un toit à deux croupes, au-dessus duquel deux grandes demi-lunes éclairent la nef. Le bas-côté possède par contre une toiture commune avec la nef, qui de cette façon ne comporte aucune fenêtre au nord. La plupart des baies de l'église sont en plein cintre ; seulement celles du chœur et de la chapelle sud étant pourvues d'un remplage simple de deux lancettes surmontées d'un cercle. Les contreforts de l'élévation nord, très homogène, sont couronnés par des boules, reflet de l'architecture Renaissance, qui se manifeste plus clairement sur le clocher carré, dont les huit contreforts d'angle se terminent par de grosses toupies. Le rez-de-chaussée sert de porche à l'église, le premier étage est aveugle, et le second étage est ajouré d'une baie abat-son par face. La flèche couverte d'ardoise est particulière ; carrée à sa base, il devient octogonal en aboutissant sur le lanterneau à deux égouts, qui pour sa part est coiffé d'une haute flèche octogonale de petit diamètre. Comme autre particularité, l'église possède un caveau entre la nef et la deuxième travée de la chapelle sud. Les sept clés de voûte pendantes sculptées de motifs de la Renaissance sont particulièrement remarquables[36],[37].

On peut également signaler :
- Le lac du Thillay, promenade du Lac : Le Thillay est de longue date, le rendez-vous des pêcheurs à la ligne. En effet, le Croult, qui prend sa source au Trou du Diable à Goussainville, passe au Thillay où son cours forme étang, plan d'eau destiné à la promenade mais aussi à la pratique de la pêche, notamment du fait du ré-empoissonnement régulier des eaux en espèces d'eau douce (truites notamment) par l'association locale des pêcheurs à la ligne. Le lac du Thillay est de fait fréquenté par de nombreux amateurs de ce sport venant parfois de communes d'autres départements de la région parisienne.
- Moulin à Drap, sur le Croult, à la limite sud de la commune : Appelé également moulin Jumeau, ce moulin à eau est transformé dans une importante minoterie après son rachat par Louis Destors. Elle est victime d'un incendie en 1902 et agrandie pour une dernière fois en 1920. La famille des propriétaires s'est fait construire une vaste demeure de style néoclassique à côté[38].

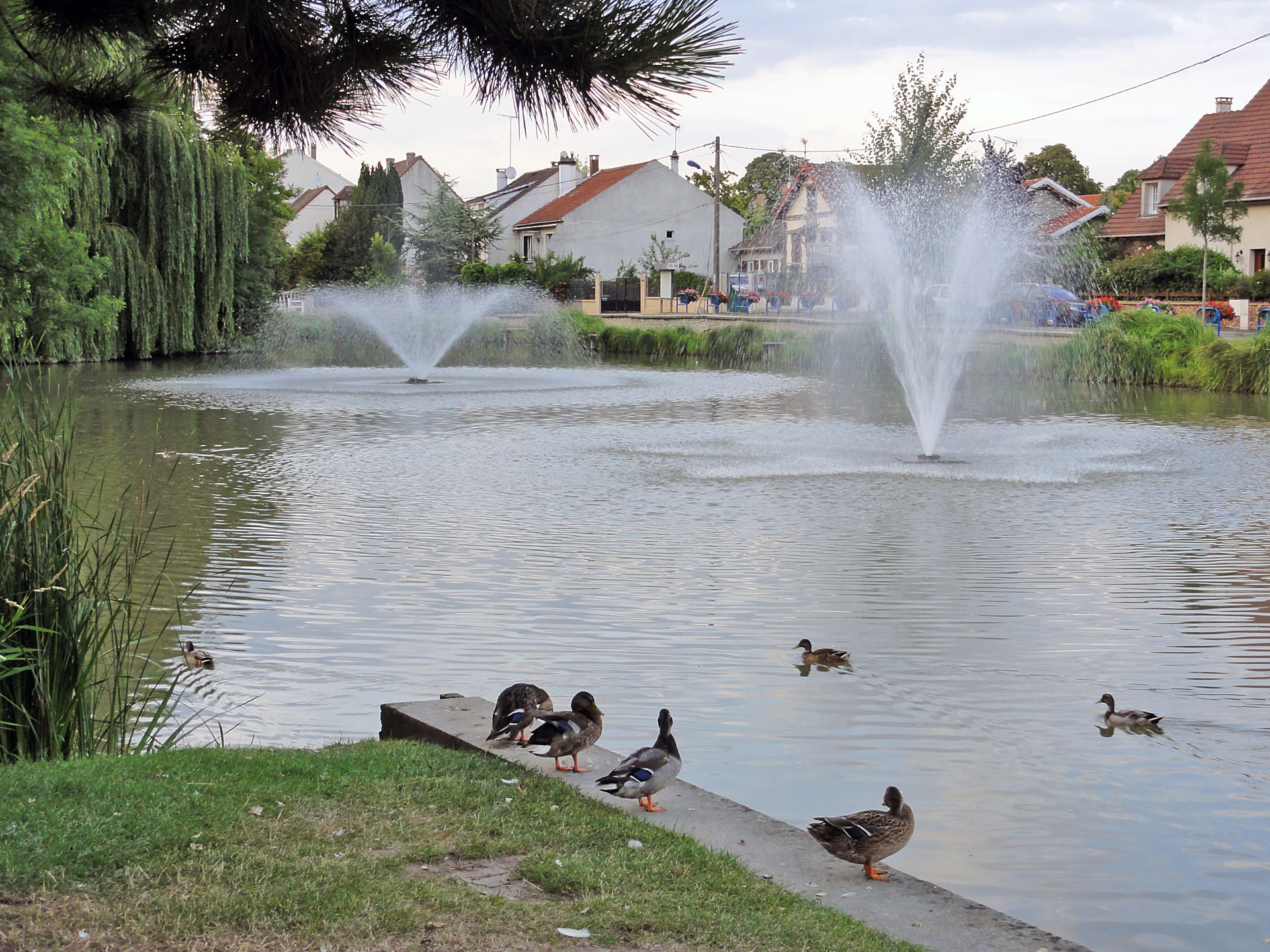
Le lac et ses occupants.
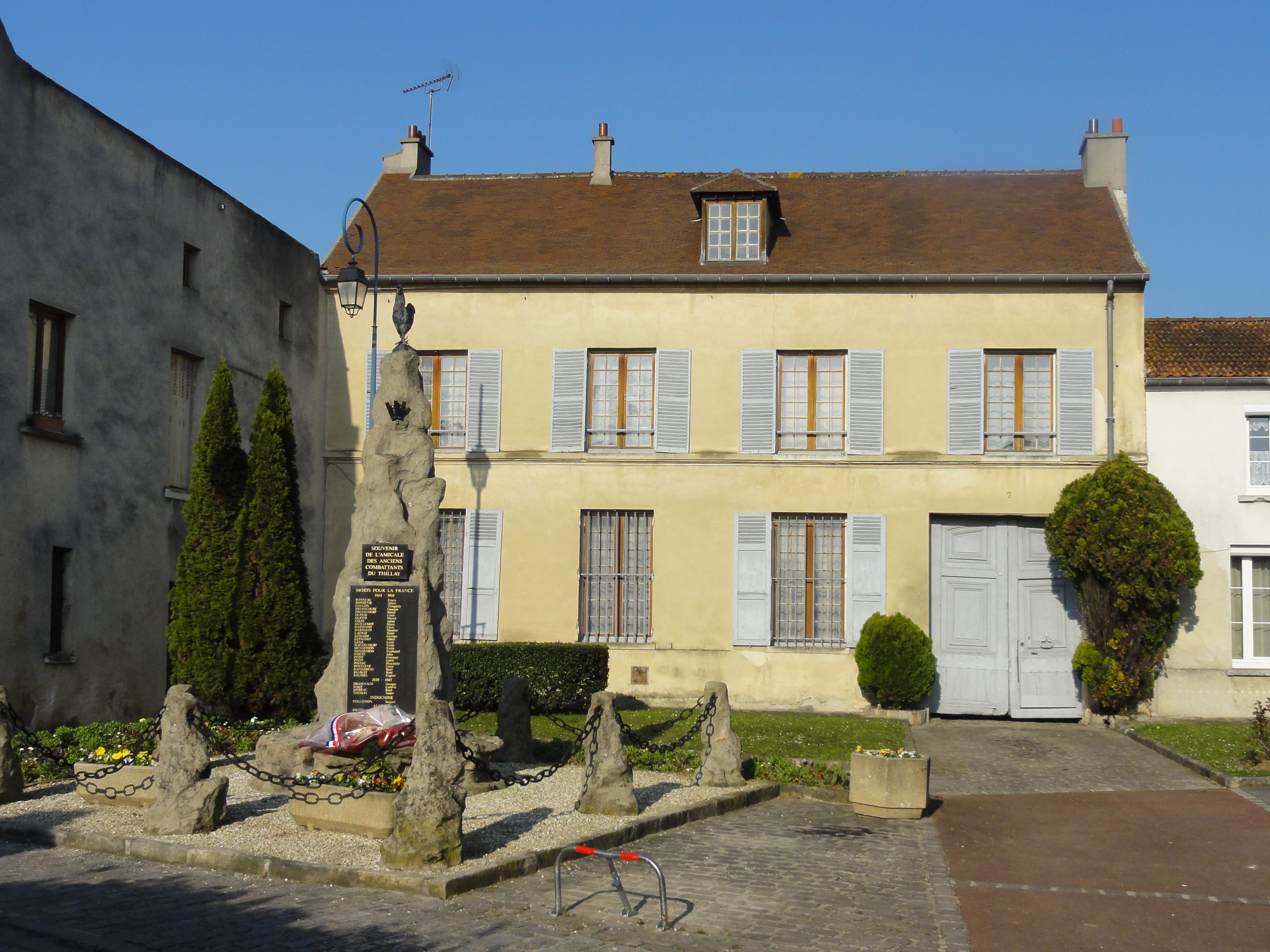
Monument aux morts et maison, rue de Paris
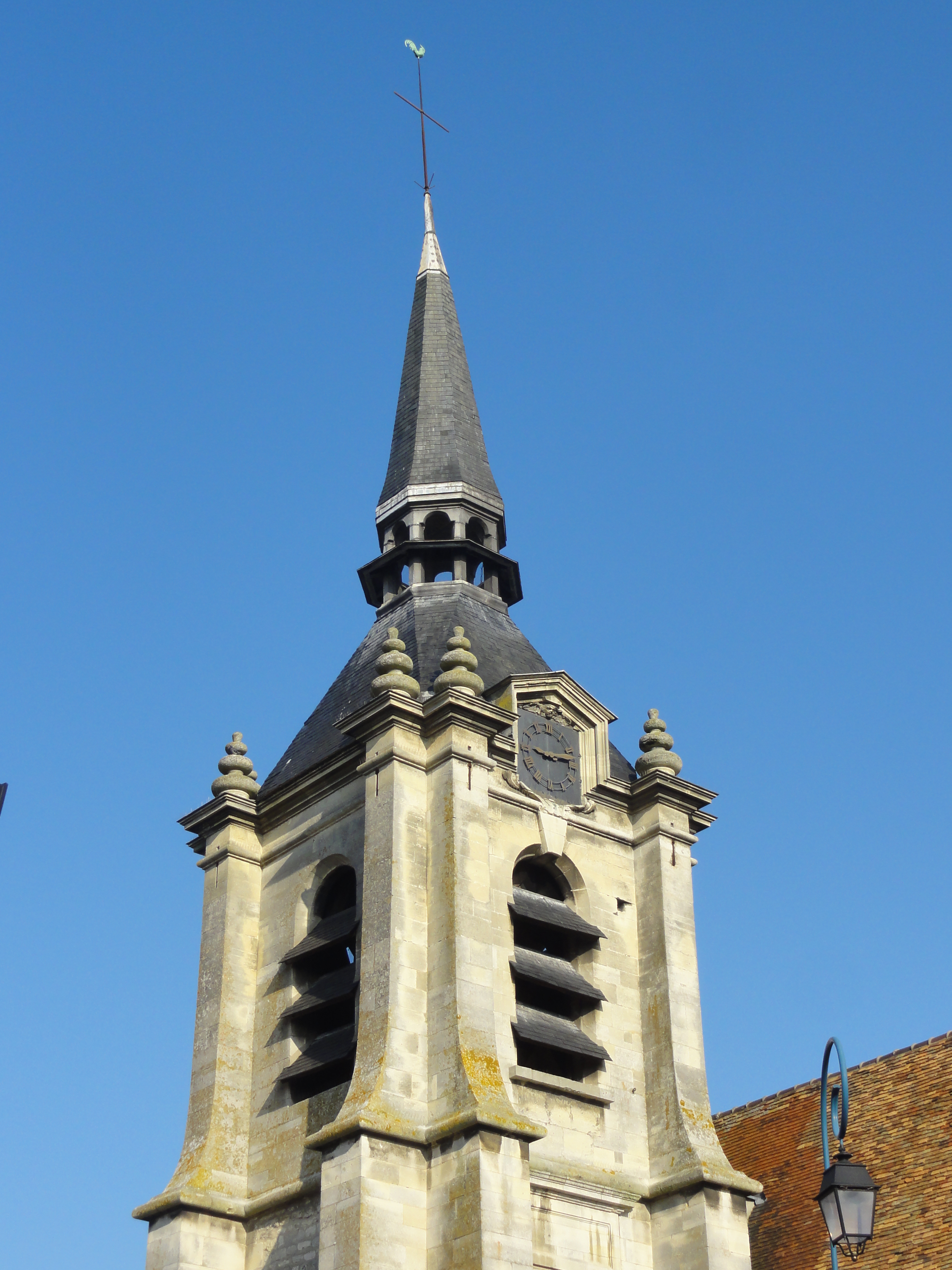
Le clocher de l'église

### Personnalités liées à la commune
- Jean-Baptiste Bessières (1768-1813), duc d'Istrie, militaire français, élevé à la dignité de maréchal d'Empire par Napoléon en 1804, sa femme Marie-Jeanne Lapeyrière et leur fils Napoléon Bessières ont possédé un château au Thillay, disparu aujourd'hui. 
Marie-Jeanne (morte à Paris) et Napoléon (mort à Arnouville-les-Gonesse) ont toujours leur stèle au cimetière communale. Le cœur du Maréchal Bessières se trouvait dans l'Église Saint-Denis du Thillay jusqu'en 1968, il a ensuite été transféré dans sa ville natale de Prayssac pour le bicentaire de sa naissance. Il reste aujourd'hui la rue du Maréchal Bessières et la rue du Château.

- Georges Arnulf (1921-1996), peintre et graveur français, a vécu environ 15 ans dans la commune jusqu'à sa mort en 1996.
- Magalie Vaé (1987- ), chanteuse, a habité avec ses parents au Thillay de 14 à 18 ans.

### Le Thillay dans les arts et la culture
- 1976 : L'Alpagueur de Philippe Labro (tournage aux usines Villemers).

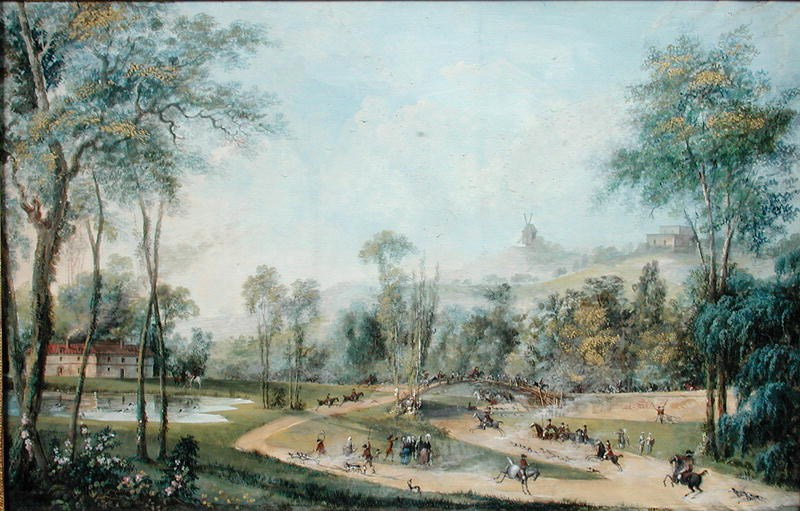
Francois-Joseph Belanger : La chasse du duc d'Orléans au Thillay 23 janvier 1786, Collection du Musée Condé.

### Héraldique
| Blason de Le Thillay | Blason  | Taillé au 1) d’azur au tilleul au naturel sur une terrasse de sinople herbée de sable adextré du château du lieu d’or, au 2) mi-taillé d’azur au pont d’une arche d’or maçonnée de sable, l’ouverture de l’arche remplie de même et adextrée de feuillage aussi de sinople, ledit pont mouvant de la partition et posé sur une rivière du champ d'où émergent à senestre, deux bouquets de roseaux aussi de sable brochant en partie sur le pont. |
| Blason de Le Thillay | Détails | Le statut officiel du blason reste à déterminer. |